# 生駒山上遊園地

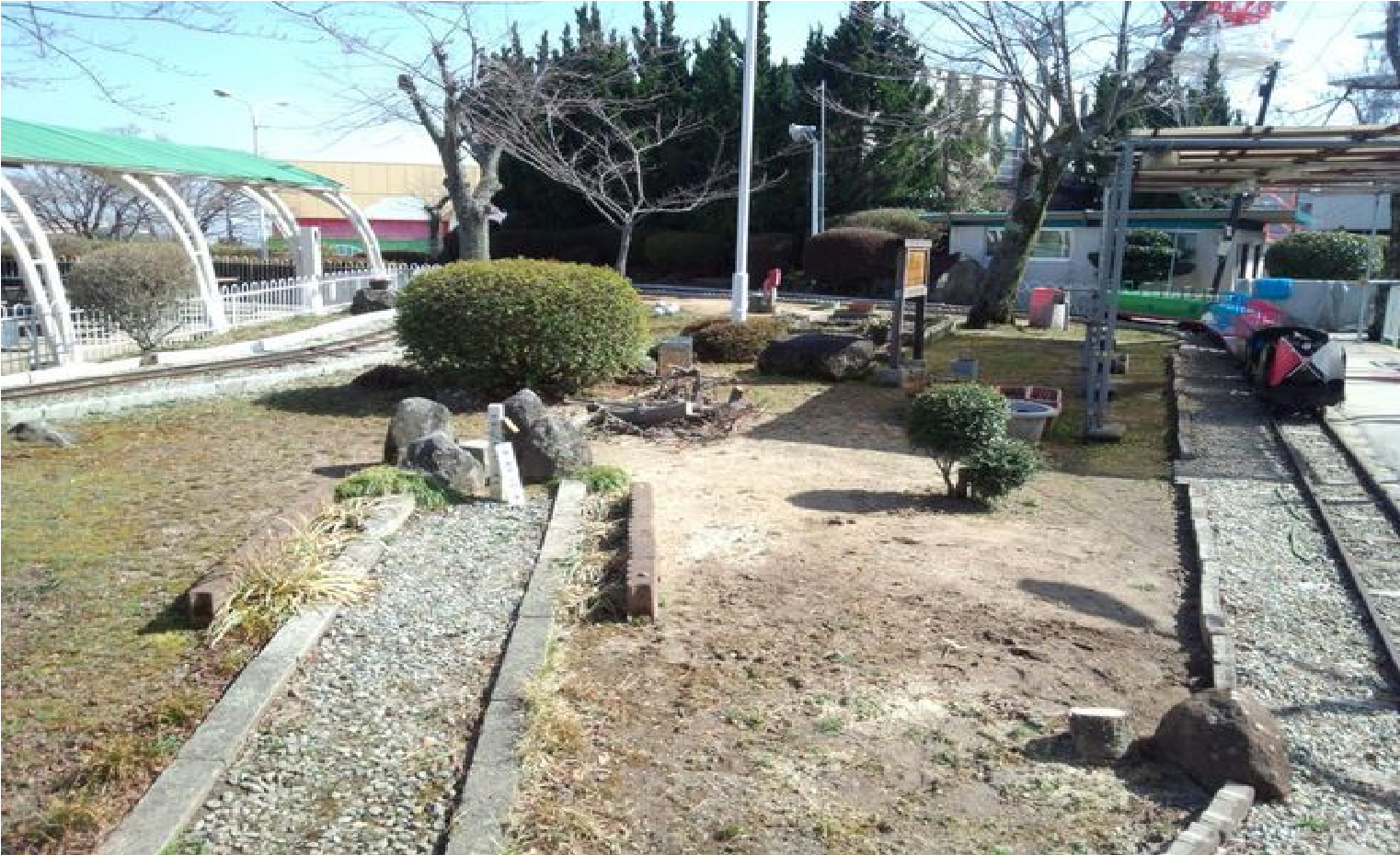
アトラクション（SL列車）と三角点

生駒山上遊園地（いこまさんじょうゆうえんち）は、奈良県生駒市と大阪府東大阪市にまたがる生駒山の山上にある遊園地である。
近畿日本鉄道（近鉄）が所有し、近鉄グループ傘下にある株式会社近鉄生駒レジャーが信貴生駒スカイラインとともに運営する。

## 概要
標高642mの生駒山頂周辺に1929年（昭和4年）に開園した遊園地。現存する大型遊具としては国内最古の「飛行塔」（高さ30メートル）があり、大阪・奈良・京都のある大阪平野（阪神平野を含む）・大和盆地・山城盆地が一望できる。
入園料は無料だが、遊具利用は有料。平野部に比べ気温が3 - 5度低いことから夏の行楽地として特に人気を呼び、ファミリー向けの近鉄あやめ池遊園地（2004年閉園）に対し、おもに若者やカップル向けの遊園地として定着した。現在は12月から3月中旬の間、冬季休園している。2015年11月3日まで「ペットふれあいの森・生駒」も併設していた。
園域は大阪府および奈良県にまたがっており、土地は近鉄本社が保有している。近鉄あやめ池遊園地および奈良ドリームランド閉園後の奈良県では県内唯一の遊園地である。
園内には1950年（昭和25年）2月に在阪テレビ局の生駒送信所（親局）が設けられ、1954年（昭和29年）3月から本放送を行っている。飛行塔の南側、総合案内所に隣接するエキサイティングゲームコーナーは、1978年（昭和53年）3月に150m南へ移転した大阪テレビ放送→朝日放送テレビ（ABCテレビ）の初代送信所建屋をそのまま利用している。

## 沿革
生駒山上での遊園地構想は、近鉄の前身にあたる大阪電気軌道が、1922年（大正11年）の生駒鋼索鉄道を合併した頃に生まれたと考えられている。沿線の開発を目的に、あやめ池遊園地（1926年開園）に続く直営遊園地として、ケーブルカーの山上線（現・近鉄生駒鋼索線山上線）とともに1929年（昭和4年）に開園した。開設時のキャッチフレーズは「夏の寒冷線」。園内に設置された「飛行塔」は遊園地のシンボルとなった。総面積約4万坪であり、海抜642mからの恵まれた眺望を生かした各種遊具が整備された。
1930年代後半より、世相は統制色を強めるが、大軌（現、近鉄）は遊覧施設の拡充に努め、生駒山上もその一つであり、「生駒山観光ホテル」が開業した（昭和37年3月閉館）。また、昭和15年の大軌創業30周年を記念事業の一環として、生駒山上に滑空場及び天文台が建設された。なお、天文台は京都帝国大学の設計であり、竣工後同大学に引き渡され、「京都帝国大学生駒山太陽観測所」となる。
第二次世界大戦中は営業を中断し、飛行塔は軍の防空監視塔に使われた。
1951年、近鉄は生駒山天文博物館を開館する。館内には、プラネタリウムが導入されていた。また、同時期には夏季のレクリエーション設備として、バンガローやキャンプ場の整備が進められた。
戦後はあやめ池遊園地、玉手山遊園地とともに、近鉄グループのレジャー施設を一元的に管理するために近鉄野球株式会社より商号変更した、近鉄子会社の近鉄興業が運営するようになる。
1963年（昭和38年）に100万ドル回転展望台を設置。1969年には、近鉄創業60周年記念事業として、生駒山天文博物館を閉館し、跡地に生駒山宇宙科学館を開館した。設計は吉阪隆正が担当。生駒山宇宙科学館では、世界初のスペーススコープをはじめ実物大の宇宙船やプラネタリウムを備えた。1980年（昭和55年）には宙返りコースターを導入するなど若者層をターゲットにしたいわゆる「絶叫マシン」を積極的に設置した。当時の関西では、ナイター営業を行う遊園地は当園だけで、1980年代には入園者のピークを迎えた。
しかし1992年（平成4年）の約67万人を最後に、東京ディズニーランド（1983年開園）などの後発の大規模テーマパークとの競合や遊園地離れの影響で入園者は減少した。開園70周年の1999年（平成11年）に入園料の無料化に踏み切ったが、2001年に大阪市内にUSJが開園した影響を受け、2003年度（平成15年度）以降閑散期の冬季休園を余儀なくされ、2004年（平成16年）の入園者数は約17万5000人に落ち込んだ。
生駒山上事業の総合的な活性化策を実施し、1999年には、入園料を無料にし、園内に「わんにゃんふれあいパーク」を誘致した。翌2000年には、生駒鋼索線に新型車両4両（「ブル」・「ミケ」と「ドレミ」・「スイート」）を導入し、生駒鋼索線の運賃を値下げした。また、生駒山宇宙科学館は「宇宙体感劇場　生駒コズミックシアター」としてリニューアルする。
同年の近鉄グループレジャー事業再編では、生駒山上遊園地の事業単体では赤字であったものの、跡地の再開発利用が困難であること、また一体運営を行っている信貴生駒スカイラインなどの事業総体では黒字であることを理由に閉園を免れ、同年7月に近鉄興業から近鉄レジャーサービス（2002年設立）に事業譲渡された。
事業移管後の同園は「花と緑に囲まれ、みんなが安心して遊べる遊園地」を新しいテーマとし、2005年（平成17年）に10万株の花植栽を開始する一方、宙返りジェットコースターなどの絶叫系遊具を順次廃止して園内遊戯施設の見直しを進めるなど対象を子供・ファミリー向けに変更し、2007年（平成19年）には入園者数が20万人台に回復した。
2018年には、年間入場者数が約24万人となり、2005年の約16万人から約1.5倍に増えた。
ボーネルンドの監修のもと大規模遊戯施設である「PLAY PEAK ITADAKI」の新規設置や、「生駒レトロ」や「いこまやまいこ！」と銘打った観光誘客の企画を近鉄が生駒市、東大阪両観光協会の協力のもと行ったこともあり、生駒山とその近縁の施設を含めて観光客が増え、年間入園者は約25万人に増加した。。
2023年7月に近鉄グループのレジャー事業再編に伴い、運営会社の近鉄レジャーサービスが中間持株会社の近鉄レジャークリエイトに社名を変更し、志摩スペイン村などの事業などを同社の傘下に収めるとともに、生駒山上遊園地の運営は近鉄レジャークリエイトの子会社として設立した近鉄生駒レジャーが担う形に変更した。
現在、入園者数は、ファミリー層にターゲットを絞ったことで、2022年（令和4年）には新型コロナウイルス感染症の感染拡大前を上回るまでに回復し、2024年度は来場者数40万人を目標にするまでに、V字回復している。

### 年表
- 1926年（昭和元年）12月 - 鳥居前駅・宝山寺駅間複々線化[6]。
- 1928年（昭和2年）2月 - 造成工事開業[6]。
- 1929年（昭和4年）3月27日 - 「生駒山上遊園地」開業、鳥居前駅・宝山寺駅間複々線化[6]。
- 1939年（昭和14年）4月1日 - 「生駒山観光ホテル」開業[6]。
- 1941年（昭和16年）7月9日 - 生駒山太陽観測所、開所[6]。
- 1951年（昭和26年）7月 - 生駒山天文博物館、開館[6]。
- 1958年（昭和33年）8月 - 生駒山自動車道、開通[6]。
- 1959年（昭和34年）7月 - 「生駒山ロッジ」、開設[6]。
- 1963年（昭和38年） - 生駒山上遊園地に回転展望台、展望食堂など新設[6]。
- 1964年（昭和39年）4月28日 - 「信貴生駒スカイライン」、全線開通。
- 1969年（昭和44年）10月 - 「生駒山宇宙科学館」、開館[6]。
- 1992年（平成4年） - 年間来園者数が約67万人となり、ピークを迎える[6]。
- 1999年（平成11年） - 入園料無料化[6]。
- 2002年（平成13年） - 近鉄レジャーサービスへ事業譲渡[6]。
- 2019年（平成30年）7月13日 - 「PLAY PARK ITADAKI」、オープン[14]。
- 2024年（令和6年）3月16日 - 新アトラクションの設置及びレストランをリニューアル[18]。

## 飛行塔

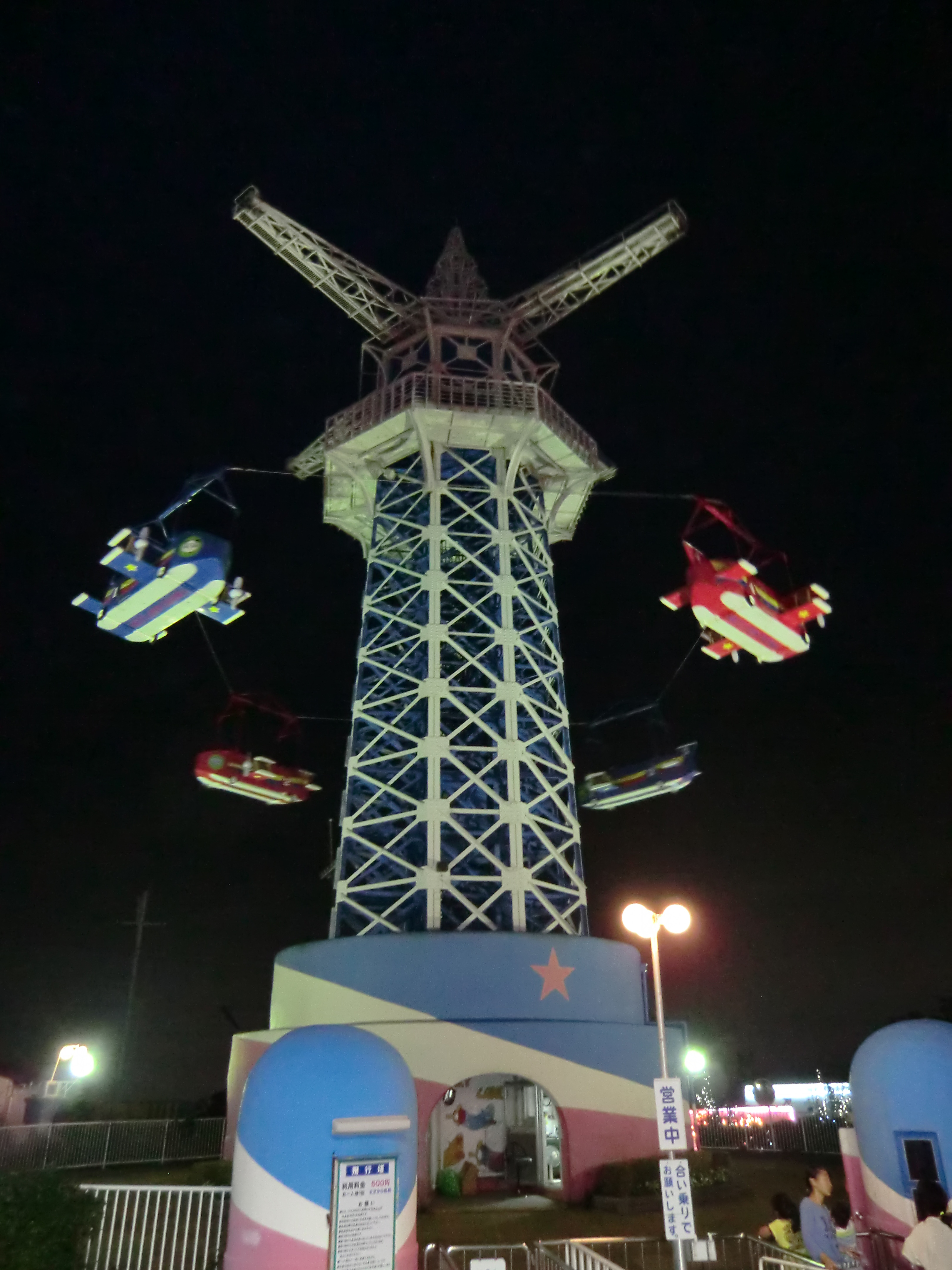
飛行塔（2014年8月撮影）

園内の飛行塔は、日本における大型遊具開発の祖である土井文化運動機製作所（大阪市浪速区元町、1918年創業、1951年法人化。1959年関西娯楽株式会社、1989年株式会社タップスに商号変更。2003年自己破産）の土井万蔵が設計した現存する唯一の「土井式飛行塔」である。土井式飛行塔は1920年（大正9年）の千里山遊園を皮切りに、愛宕山遊園地（京都市愛宕山）など全国各地に設けられた飛行塔で、生駒山上遊園地のものは16番目の製品である。
生駒山上遊園地の飛行塔はほかの土井式飛行塔と異なり、当初展望台を兼ねていたため、内部にエレベーターが設置されているのが特徴である。エレベーターのかご室は塔体上部から張り出したアームから吊下がる飛行機形ゴンドラの釣り合い重り（カウンターウエイト）を兼ねており、ゴンドラが上昇するとエレベーターが下降、ゴンドラが下降するとエレベーターが上昇するしくみになっている。
第二次世界大戦中、園内では金属類回収令（鉄材供出）によって大型遊具が解体搬出されたが、飛行塔については防空監視所として海軍航空隊が利用したため、ゴンドラやエレベーターなどの撤去にとどまって塔体は解体を免れた。その後も繰り返し改修が行われているが、塔基礎と塔体は2014年現在も開園当時のままで、日本国内に現存する大型遊具では最も古いものである。
飛行塔は近鉄生駒鋼索線と共に2021年（令和3年）9月28日に土木学会選奨土木遺産に認定された。

## アクセス

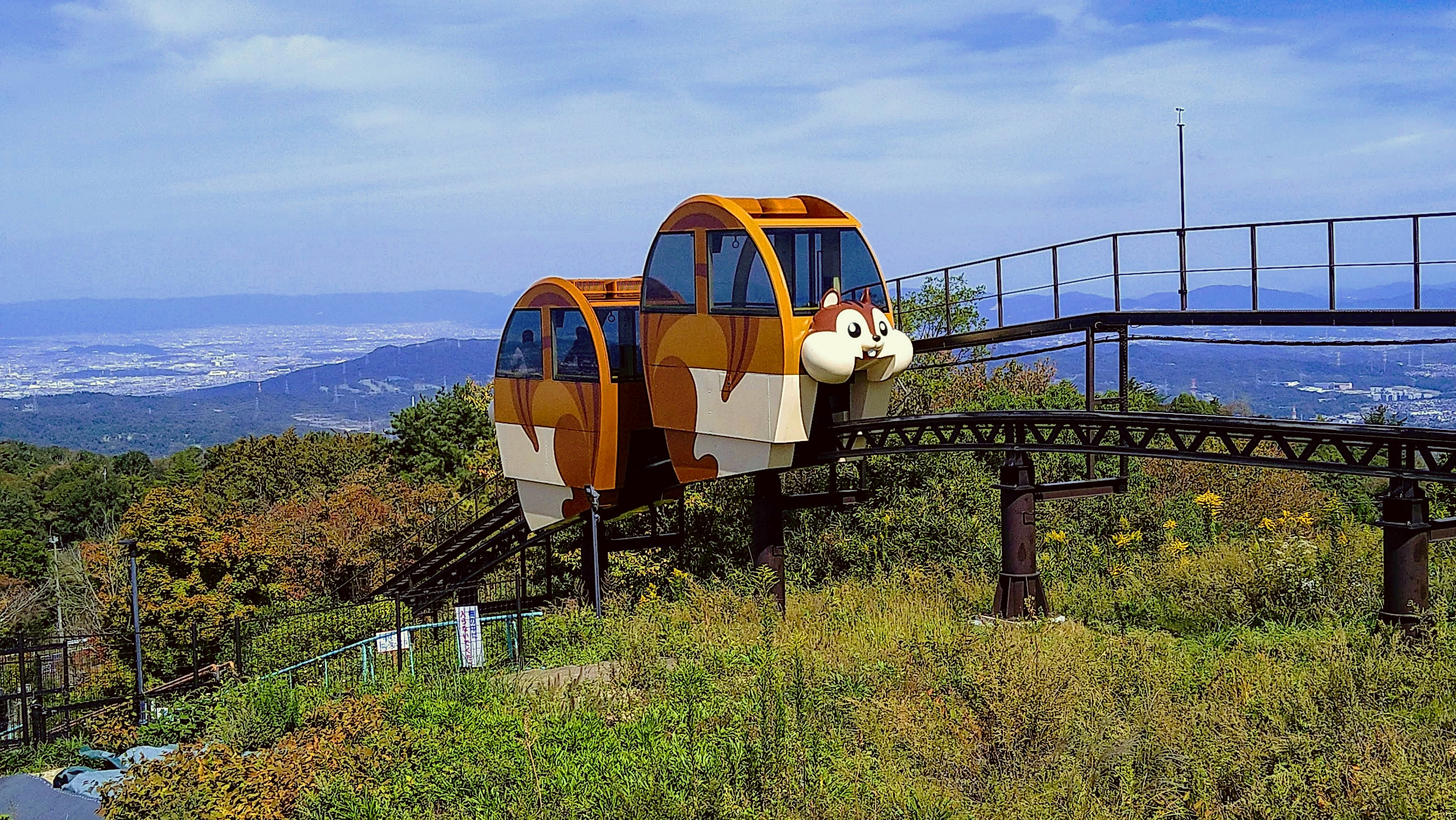
同遊園地と駐車場を結ぶスロープカー

- 近鉄生駒駅徒歩3分の鳥居前駅から近鉄生駒ケーブル生駒山上駅下車。
- 信貴生駒スカイライン - 阪奈道路生駒登山口から約4km（かつて阪奈道路・スカイライン経由で梅田から近鉄バスが路線バスを走らせていた）。